# 지상에서 영원으로 (드라마)
《지상에서 영원으로》(From Here to Eternity)는 1979년부터 1980년까지 미국의 지상파 방송국에서 방영된 SF, 액션 드라마이다.

## 한국 방영
- 대한민국에서는 TBC 동양방송에서 시작 통해 잠시 방영하였고 1979년 2월부터 1980년 11월까지 잠시 방영하였다.
- 그리고 1980년 11월 TBC 동양방송에서 방영 중단받고 인수하였다.
- 그리고 마지막 KBS2 TV 한국방송 1980년 12월부터 1982년 8월까지 2년 만에 첫 방영이 바뀌고 이동하였고 맡기게 되었다.
- 그리고 MBC 문화방송 1982년 9월 부터 1983년 7월 까지 1년만에 첫 방영 바뀌고 이동하였다.